# Atchinaalgi
Atchinaalgi (eng. cedar grove people) maleno selo Upper Creek Indijanaca, koje se nalazilo na nekoj pritoci Tallapuse, možda u okrugu Tallapoosa u Alabami. U 18. stoljeću ovo najsjevernije od svih Upper Creek-sela uništio je 13 studenog 1813. američki general James White.

## Vanjske poveznice
- From Handbook of American Indians North of Mexico  Arhivirana inačica izvorne stranice od 13. lipnja 2008. (Wayback Machine)